# Xã Wyandotte, Quận Pennington, Minnesota
Xã Wyandotte (tiếng Anh: Wyandotte Township) là một xã thuộc quận Pennington, tiểu bang Minnesota, Hoa Kỳ. Năm 2010, dân số của xã này là 130 người.